# Épervière tachée
Hieracium maculatum
Espèce
L'Épervière tachée (Hieracium maculatum) est une espèce de plantes à fleurs de la famille des Asteracées.

## Galerie

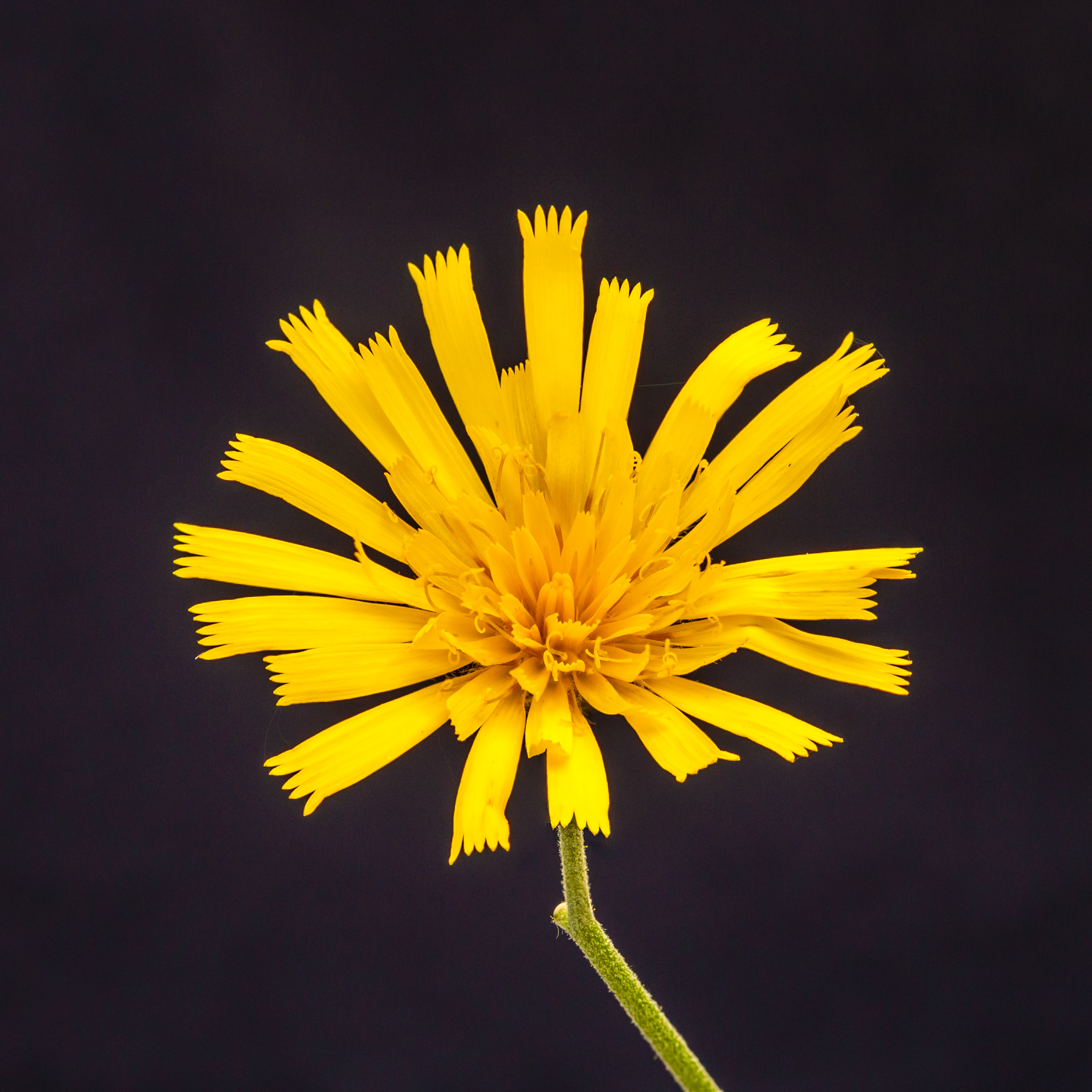
Fleur.
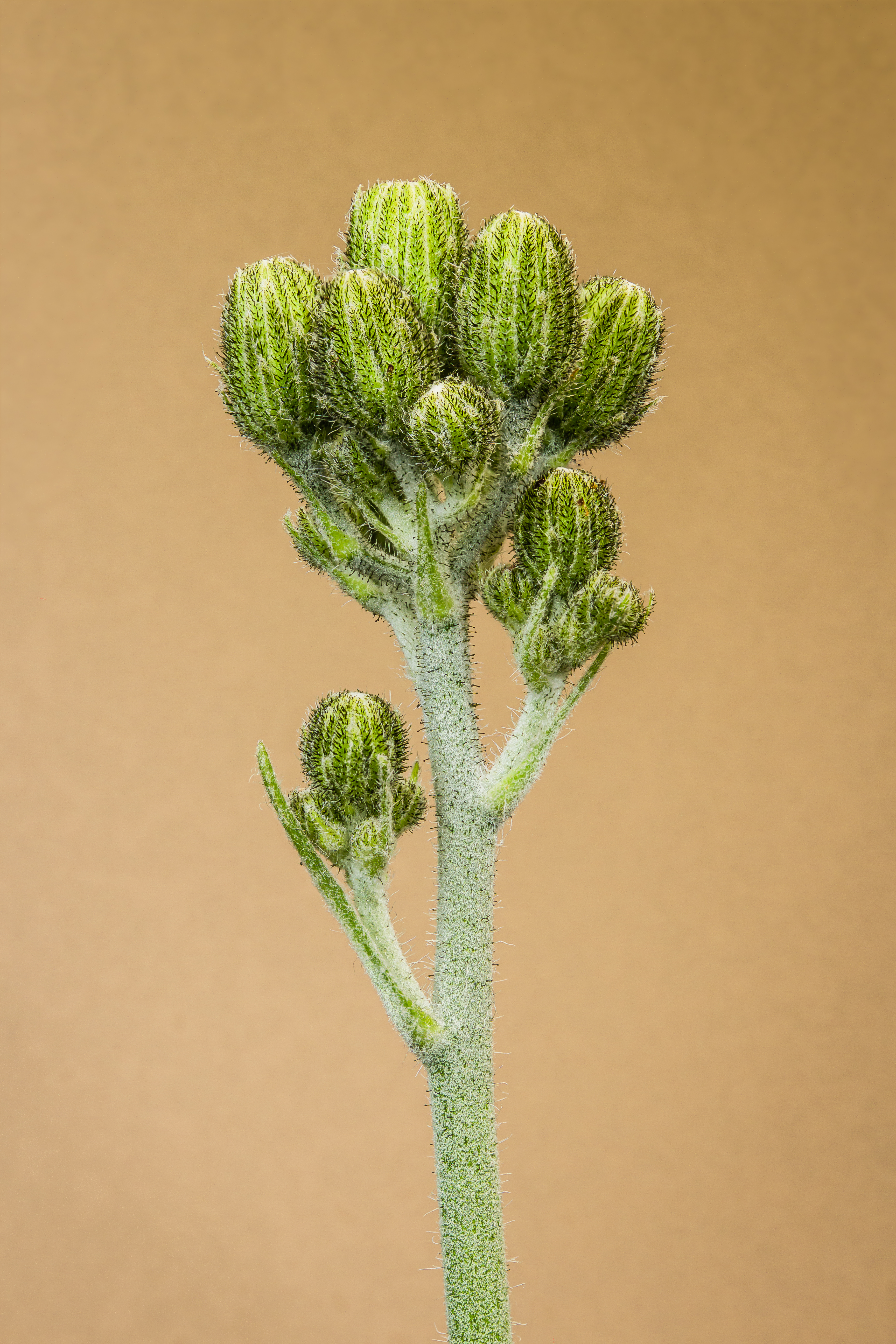
Boutons de fleur.